# Mauser System 98

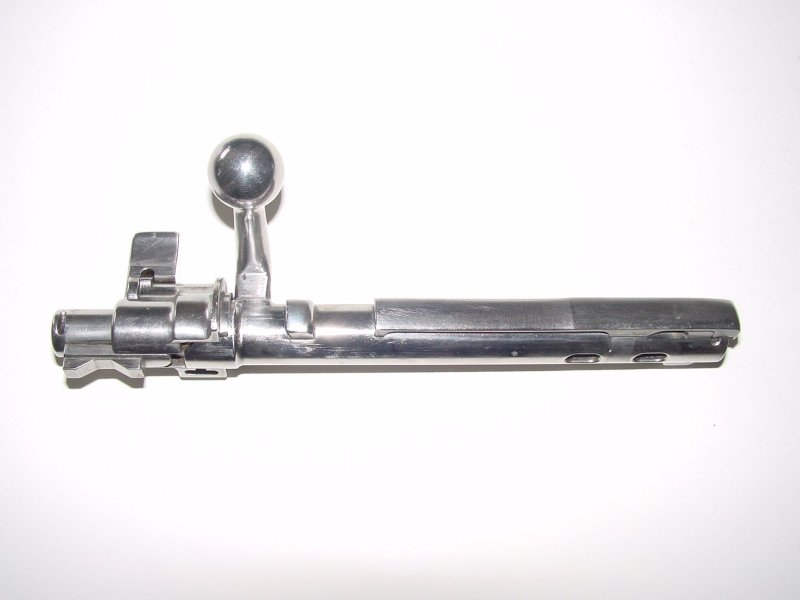
Mauser System 98, Verschluss

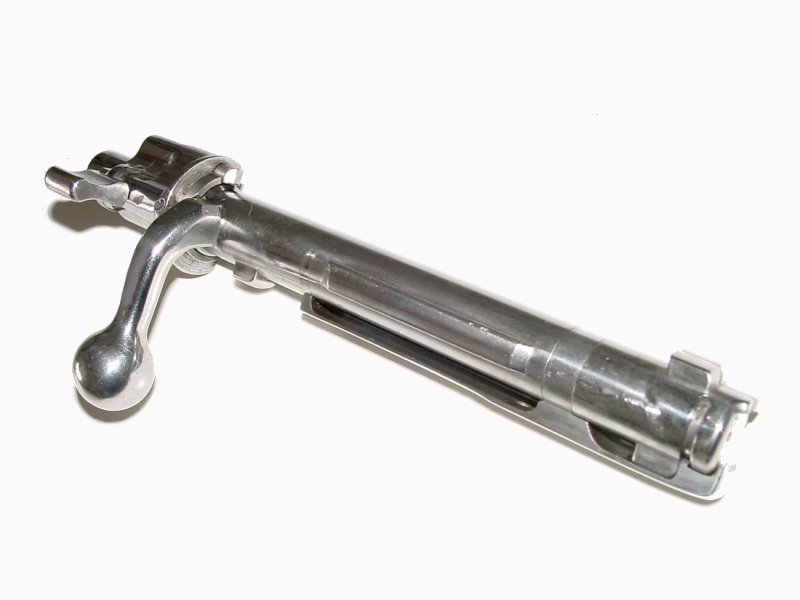
Mauser System 98, Verschluss

Das Mauser System 98 des Waffenherstellers Mauser ist mit bis heute mehr als 100 Millionen hergestellten Systemen das weltweit meistproduzierte Waffen-Verschlusssystem. Grundlage für den Erfolg des Systems 98 sind unter anderem seine einfache Konstruktion, die Material- und Fertigungsqualität sowie die Funktionssicherheit des Systems. Der Name leitet sich von 1898 ab, dem Jahr der Zulassung des Systems durch die preußischen Behörden – insbesondere der Gewehr-Prüfungskommission.

## Systembeschreibung

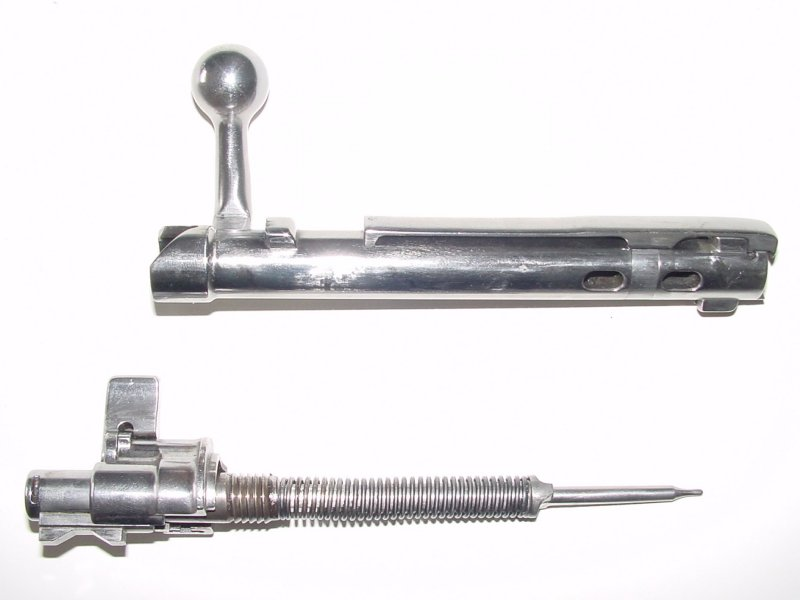
Mauser System 98, Verschluss – teilzerlegt

Das Mauser System 98 ist ein für Mehrladerbüchsen entwickeltes Repetier-Verschlusssystem. Es findet jedoch auch in Einzelladerbüchsen sowie zum geringen Teil in modifizierten Mehrladerbüchsen und Mehrladerflinten kleineren Kalibers Anwendung.
Das System besteht aus zwei Hauptkomponenten, dem Verschlusszylinder oder Verschlussstück (kurz Verschluss), und der Verschlusshülse.
Im Inneren des massigen zylindrischen Verschlussstücks befinden sich der Schlagbolzen und die Schlagbolzenfeder mit ihren Halteeinrichtungen. Im vorderen Teil des Verschlussstücks befindet sich als hinterer Abschluss des Patronenlagers die Bohrung für den beim Auslösen des Schusses nach vorn schnellenden Schlagbolzen. Ebenfalls am vorderen Teil des Verschlusses befinden sich zwei massiv ausgebildete Verschlusswarzen zur Verriegelung des Verschlusses. Im hinteren Teil des Verschlussstücks wird die Baugruppe aus Schlagbolzen, Schlagbolzenfeder und Sicherungseinheit eingeschraubt. Seitlich am Verschlussstück befindet sich im hinteren Teil der Kammerstängel (funktionsbedingt gerade oder gebogen) mit Kammerstängelkugel. Ebenfalls seitlich am Verschlussstück ist mit einem beweglich gelagerten Ring der Auszieher montiert. Die bewegliche Lagerung ist notwendig, da sich die Lage des Ausziehers während des Repetiervorgangs innerhalb der Verschlusshülse nicht ändert.
Im vorderen Teil der Verschlusshülse wird der Lauf eingeschraubt, der das Patronenlager enthält. Gegebenenfalls wird, zur Feinjustierung und Anpassung auf die Länge der verwendeten Munition, mit Distanzscheiben der Abstand zwischen Patronenlager und Verschluss angepasst. In der Mitte der Verschlusshülse befinden sich Öffnungen, nach unten zum Magazin/Magazinkasten und nach oben als Auswurffenster für die aus dem System hinausrepetierten Patronen/Patronenhülsen. In den hinteren offenen Teil der Verschlusshülse wird das Verschlussstück eingeführt. Ein ungewolltes Herausrutschen des Verschlussstücks nach hinten beim Repetieren (Durchladen) wird durch eine entsprechende Sicherung an der Verschlusshülse verhindert.

## Funktionsweise

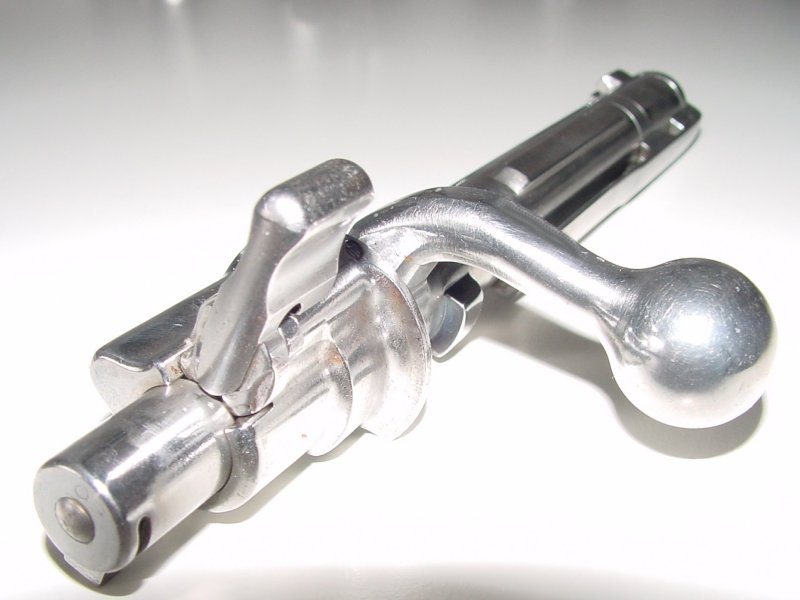
Mauser System 98, Verschluss, gespannt – gesichert ungesperrt

Zur Vorbereitung der Schussabgabe wird durch die Vorwärtsbewegung (Vorwärtsschieben) des Verschlusses innerhalb der Verschlusshülse mittels des Kammerstängels eine Patrone aus dem Magazin/Magazinkasten mitgenommen und dem Patronenlager im Lauf zugeführt (geladen). Eine Drehbewegung des Verschlusses nach rechts mit Hilfe des Kammerstängels verriegelt das System mittels der beiden Verschlusswarzen im vorderen Teil der Verschlusshülse. Das System ist durch das vorhergehende Öffnen des Verschlusses bereits gespannt.
Erst im gespannten/verriegelten Zustand kann bei Bedarf die Sicherung durch Umlegen des Sicherungsflügels der Sicherungseinheit am Ende des Verschlusses von links nach rechts betätigt werden, wobei der Schlagbolzen in seiner gespannten (hinteren) Position durch die Sicherung festgehalten und somit eine unbeabsichtigte Schussabgabe verhindert wird. Zur Demontage wird der Sicherungsflügel in die mittlere, aufrechte Position gebracht. In dieser Position ist der Schlagbolzen auch gesichert, der Verschluss lässt sich aber öffnen. Ein Entspannen des Verschlusses kann nur durch Schussabgabe oder Schließen des gespannten Verschlusses mit vorher gezogenem und festgehaltenem Abzug erfolgen. Dies ist jedoch nur bei entsichertem System möglich.
Nach der erfolgten Schussabgabe oder zum Herausrepetieren ungenutzter Munition wird der Verschluss mittels des Kammerstängels leicht nach links gedreht, was zur Entriegelung des Verschlusses führt. Gleichzeitig wird der Verschluss durch Abstützen des Kammerstängels an der Verschlusshülse gespannt. Das heißt, der Schlagbolzen wird nach hinten gezogen und somit die Schlagbolzenfeder gespannt. Der Verschluss wird innerhalb der Verschlusshülse am Kammerstängel nach hinten gezogen, wobei der Auszieher die leere Patronenhülse bzw. die nicht verschossene Patrone aus dem Patronenlager zieht und sie durch die obere Öffnung der Verschlusshülse auswirft.
Waffen mit Mauser-98-Systemen haben eine Magazinkapazität von vier bis fünf Schuss, abhängig vom verwendeten Kaliber. Sie werden bei Systemen mit Magazinkasten per Ladestreifen oder einzeln von oben durch die vorhandenen Öffnungen in der Verschlusshülse aufmagaziniert. Bei Systemen mit separatem Magazin wird dieses von unten in entsprechende Modifikationen an der Verschlusshülse eingerastet.
Durch das Wiederholen (Repetieren) dieser Funktionsvorgänge hat diese Art von Systemen ihren Namen erhalten, „Repetiersystem“.

## Verwendungsgeschichte des 98er-Systems

### Vorgängermodelle der 98er-Gewehre
- 1888: Nachdem das häufig fälschlich als Mauser-Gewehr bezeichnete Gewehr 88 in der preußischen Armee eingeführt war, aber keinen guten Ruf im Bezug auf Qualität und Sicherheit hatte und dazu ständig nachgebessert werden musste, wurde bald der Ruf nach einer neuen, zuverlässigeren Waffe laut.
- 1889: Mauser lieferte sein neu entwickeltes Modell 1889 (im Kaliber 7,65 × 53,5 mm) an Belgien (ohne Laufmantel)
- 1891: Mauser lieferte sein Modell dann auch an Argentinien, später als 7,65 Belgisch oder 7,65 Argentinisch bezeichnet, auch die Türkei bestellte Gewehre in diesem Kaliber.
- 1893: Entwicklungstechnisch führte das spanische Gewehr von 1893 unmittelbar zum Modell 98 und dessen Erprobung in der preußischen Armee. Das Osmanische Reich bezog ebenfalls Mausergewehre.
- 1894: Brasiliens Armee führte die neuen Mausergewehre ein. Schweden beschloss, die neuen Karabiner bei Mauser zu bestellen, Kaliber 6,5 × 55 mm
- 1895: Chile bezog Mausergewehre im Kaliber 7 × 57 mm

### Gewehr 98
Das Gewehr 98 erhielt 1898 die Zulassung durch die preußischen Behörden, eingeführt wurde es als „Modell 98“ im Kaliber 8 × 57 (7,92 × 57 mm). Es war der Vorläufer des Karabiners 98 sowie das Standardgewehr für das Deutsche Heer im Ersten Weltkrieg. Nach dem Kriegsende 1918 wurden tausende Gewehre 98 für künftige Verwendungen eingelagert. Obwohl ab 1935 durch den Karabiner 98k ersetzt, war diese Waffe in der Reichswehr und der Wehrmacht bis zum Kriegsende Anfang Mai 1945 im Dienst.

### Modell 98

#### Varianten
- Infanteriegewehr G98
- Karabiner 98A
- Karabiner 98AZ (=K98a)
- Karabiner 98b
- Infanteriekarabiner K98k, das Standardgewehr der deutschen Soldaten im Zweiten Weltkrieg
- Gebirgsjägerkarabiner G33/40 (Brünn)
- Infanteriegewehr 40K (nicht in Serienproduktion gegangen)
- Gewehr vz. 24 (Fertigung in der Tschechoslowakei der Zwischenkriegszeit)
- K98 (Fertigung in Polen in der Zwischenkriegszeit)

#### Fertigungsstätten 98er-Systeme und Gewehre
- Berlin-Lübecker Maschinenfabriken
- Deutsche Waffen- und Munitionsfabriken (DWM), Berlin-Spandau
- Fabrique Nationale d’Armes de Guerre (FN), Herstal, Belgien
- Königlich Bayerische Gewehrfabrik, Amberg
- Mauser, Oberndorf am Neckar
- Österreichische Waffenfabriksgesellschaft (OeWG), Steyr, Österreich
- Steyr Daimler Puch
- Zastava Oružje, Kragujevac, Serbien
- Waffenfabriken Brünn als Gewehr vz. 24 (Mauser-Auslagerung gem. Versailler Vertrag)
- Państwowa Fabryka Karabinów, Warschau und Fabryka Broni, Radom als Karabinek wz. 1929 (mit Werkzeugen der Gewehrfabrik Danzig)

#### Hundertjähriges Jubiläum des 98er-Systems
1998 – Zum hundertjährigen Jubiläum des Modells 98 wurden vier Sondermodelle gefertigt:
1. Sammlerserie des Infanteriegewehrs 98, limitiert auf 1898 Stück
2. Sammlerserie des Karabiner 98K, limitiert auf 1898 Stück
3. Auf 100 Stück limitierte Sonderserie des Magnum-Gewehrs im Stil der 1930er-Jahre, im Kaliber .375 Holland & Holland
4. Auf 100 Stück limitierte Sonderserie des Magnum-Gewehrs im Stil der 1930er-Jahre, im Kaliber .416 Rigby

#### Wiederaufnahme der Produktion 98er-Systeme
1999 – Wiederaufnahme der Produktion der 98er-Systeme als Jagdwaffen M98 und M98 Magnum nach Fertigungszeichnungen von 1936.

### Nachfolger der 98er-Gewehre
- Mauser: Modell M03 (2003)

## Gewehr-Lizenzfertigungen mit 98er-System
- „Argentinier“ – Gewehr 1909, Kaliber 7,65 × 53,5 mm, (Mauser Modelo Argentino 1909)
- „Belgier“ – Kurzkarabiner Modell 24/98, Fabrique Nationale d’Armes de Guerre (FN)
- „Spanier“ – Gewehr Modell 1919, Santa Barbara
- „Spanier“ – Karabiner Modell 1946, Santa Barbara
- weitere

„Schweden Mauser“ – Carl Gustav M96/M94
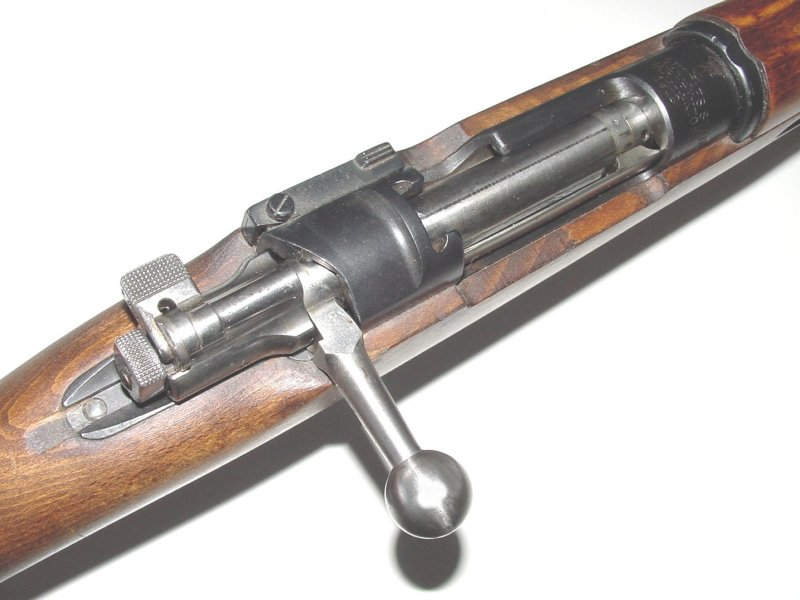
Carl Gustav M96/M94, System ungespannt
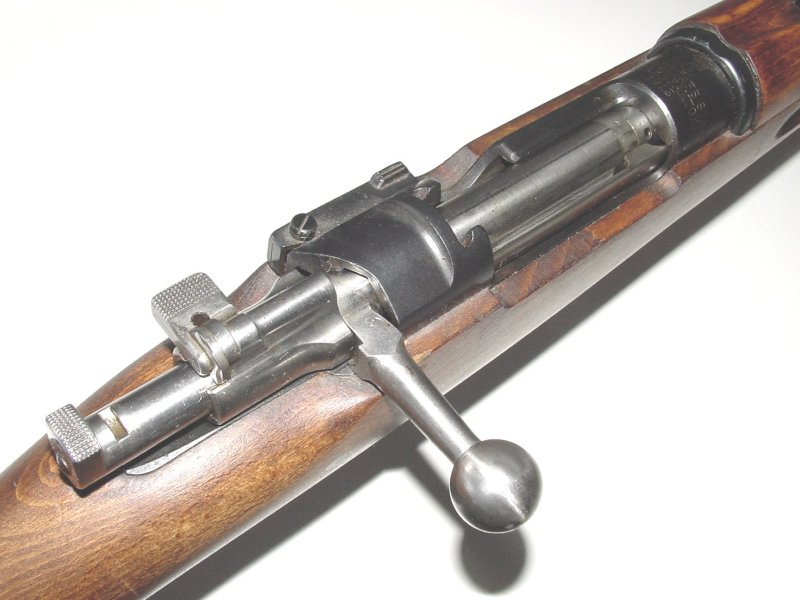
Carl Gustav M96/M94, System gespannt und ungesichert
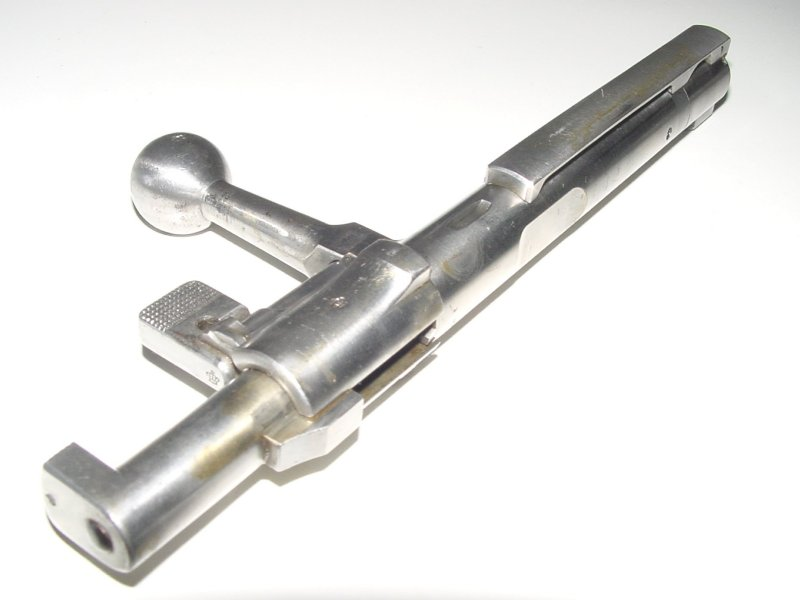
Carl Gustav M96/M94, Verschluss gespannt und ausgebaut
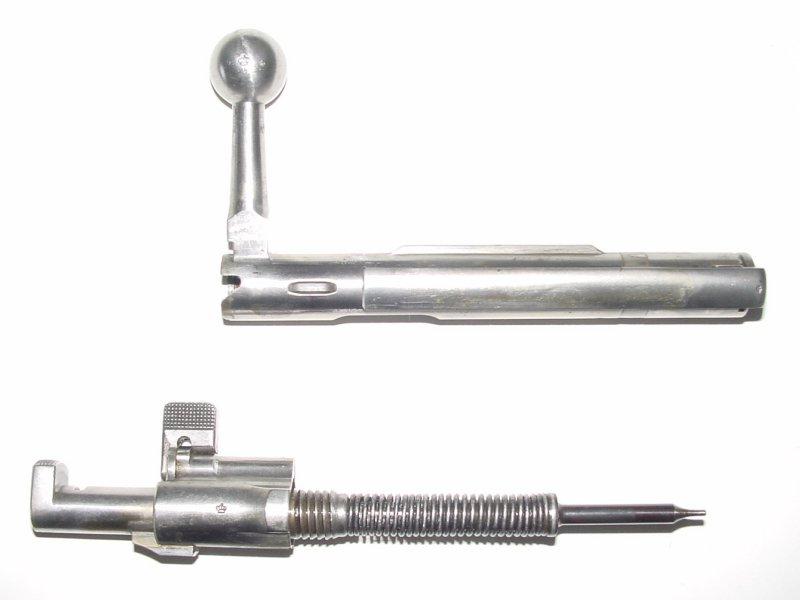
Carl Gustav M96/M94, Verschluss teilzerlegt

Santa Barbara FR 8
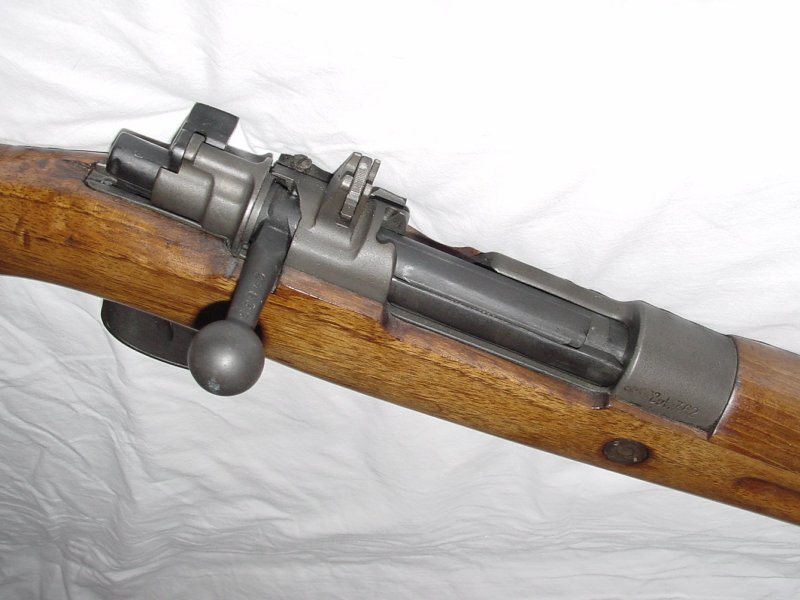
FR 8, System gespannt und ungesichert
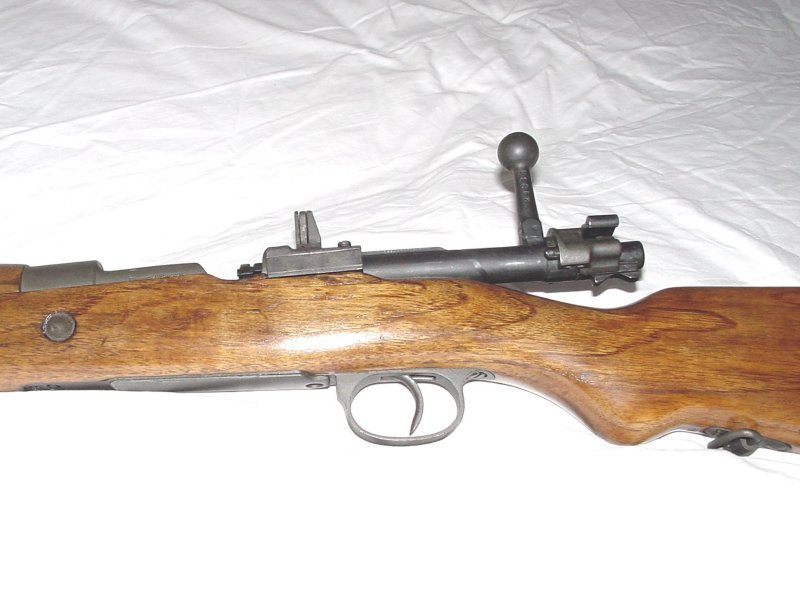
FR 8, System offen
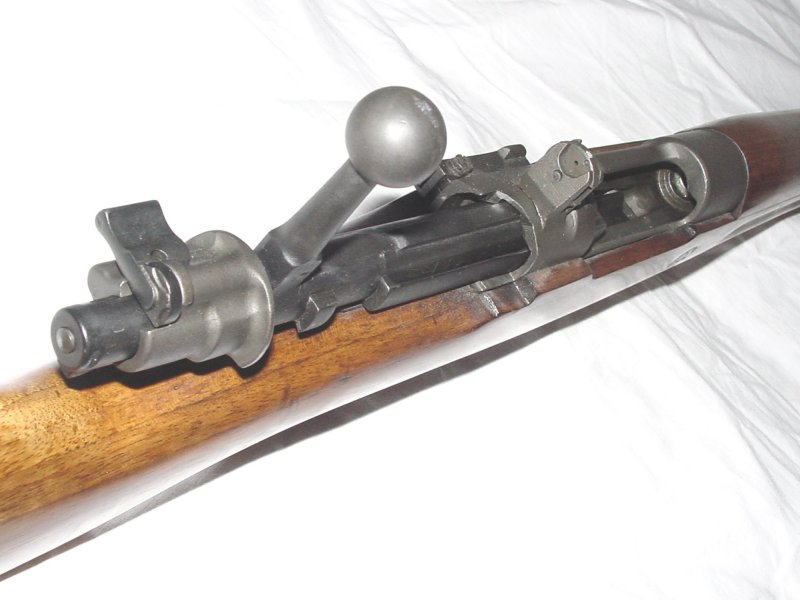
FR 8, System offen
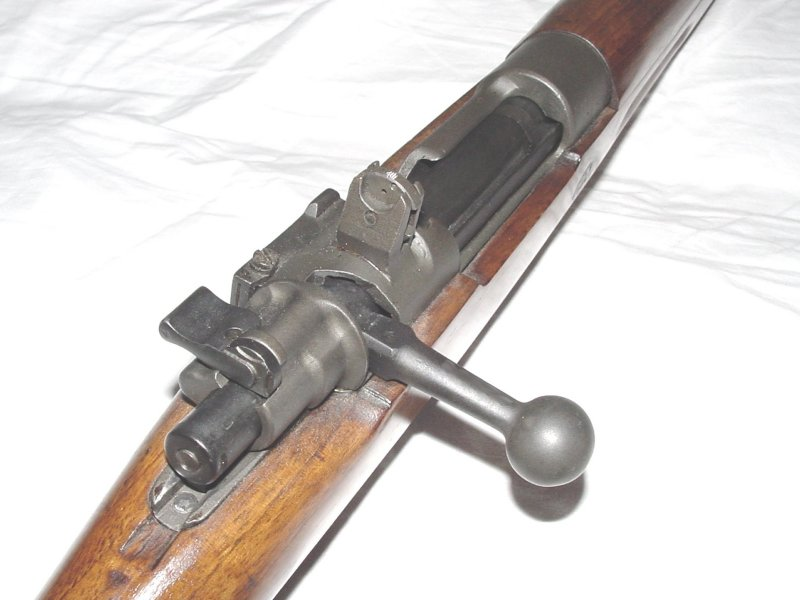
FR 8, System gespannt und ungesichert

## Gewehr-Exporte mit 98er-System
- 1938 – Mauser Gewehr 98 nach Persien, Kaliber 8 × 57 mm IS

## Beutewaffen mit 98er-System
- Gewehr Modell 98, Kaliber 8 × 57 mm IS, 1904, Deutsche Waffen und Munitionsfabriken (DWM)
- Gewehr vz. 24, Kaliber 8 × 57 mm IS, CZ-BRNO, CSSR (baugleich Mauser 98)
- Karabiner wz. 29/40, Kaliber 8 × 57 mm IS
- Gewehr 98, Kaliber 8 × 57 mm IS, Türkei 1938
- Karabiner 98k, Modell 44, Kaliber 8 × 57 mm IS, Jugoslawien, 1944

## Militärische Umrüstungen von Gewehren mit 98er-System
- Santa Barbara FR 8 Kurzkarabiner, Kaliber 7,62 × 51 mm, umgerüstet aus Santa-Barbara-Modellen 1919 und 1946 durch Fabrica De Armas De La Coruña, als Ergänzung zum spanischen CETME-Selbstladegewehr.
- Gewehr, Kaliber .308 Winchester, umgerüstet aus K98 durch Fabrique Nationale d’Armes de Guerre (FN), für Israel.

## Zivile Umrüstungen von Gewehren mit 98er-System
- Mauser System 98 Standard – In diesem System finden Patronen bis zu den Kalibern 8 × 68 mm S, 9,3 × 64 mm oder .300 Winchester Magnum Platz.
- Mauser System 98 Magnum – Das verstärkte und größere System der gleichen Bauweise wird ab dem Kaliber .375 H&H Magnum aufwärts bis zum Kaliber .700 Nitro Express verwendet.
- Jagdwaffen mit birnenförmigen Läufen (im Gegensatz zu den stufenförmigen militärischen Läufen) in verschiedenen Schäftungen von unterschiedlichen Herstellern.

## Verwendete Kaliber für das Original-98er-System

### Pistolenkaliber
- 9 × 19 mm
- .45 LC
- 9 mm Largo

### Büchsenkaliber
- .243 Winchester
- 6,5 × 55 mm
- 6,5 × 57 mm
- 6,5 × 65 mm
- .270 Win
- 7 mm Remington Magnum
- 7 × 57 mm
- 7 × 64 mm
- 7,62 × 39 mm
- 7,62 × 51 mm NATO (.308 Winchester)
- .30-06 Springfield
- .300 Winchester Magnum
- 7,65 × 53,5 mm
- 8 × 57 mm
- 8 × 64 mm
- 8 × 68 mm
- 8 × 68 mm S
- .338 Lapua Magnum
- 9,3 × 62 mm
- 9,3 × 64 mm
- .375 Holland & Holland
- .404 Jeffrey
- .416 Rigby
- .416 Remington Magnum
- .425 Westley-Richards
- .450/400 Nitro Express
- .450 Dakota
- .458 Lott
- .465 Holland & Holland
- .470 Nitro Express
- .458 Winchester Magnum
- .45-70 Government
- .500/416 Nitro Express
- .500/465 Nitro Express
- .500 Jeffry/Schüler
- .500 Nitro Express
- .505 Gibbs
- .577 Nitro Express
- .50 Beowulf
- .458 Lott
- .460 Weatherby Magnum
- .500 Jeffrey
- .600 NE
- .700 NE

### Flintenkaliber
- 24/×
- 16x65
- 20/×